# Břežany (kraj pilzneński)
Břežany – gmina w Czechach, w powiecie Klatovy, w kraju pilzneńskim. Według danych z dnia 1 stycznia 2014 liczyła 191 mieszkańców.